# Amelia Gentleman

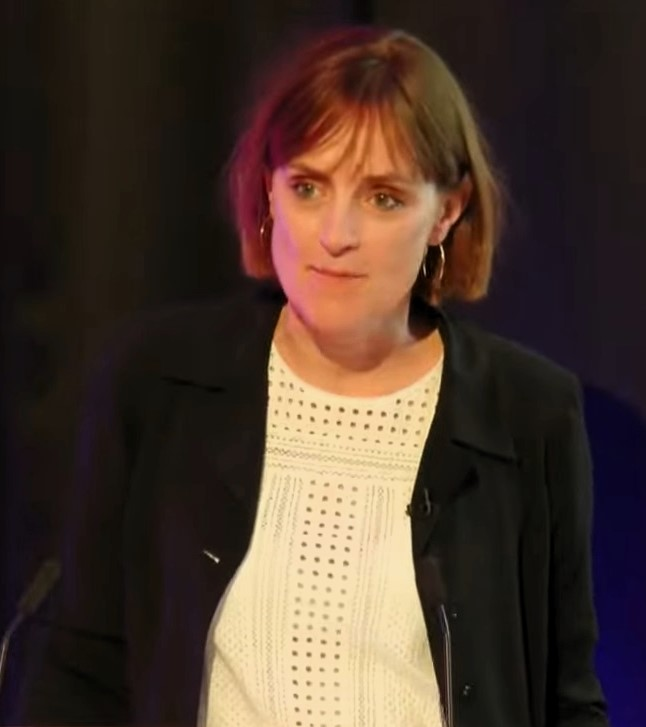
Amelia Gentleman

Amelia Sophie Gentleman (* 1972 in London, England) ist eine britische Journalistin bei der Zeitung The Guardian. Große Aufmerksamkeit erlangte sie wegen ihrer Enthüllungen im Windrush-Skandal, wofür sie mit dem Paul Foot Award ausgezeichnet wurde.

## Leben
1972 kam die Journalistin als eines von drei Kindern von Susan Evans und David Gentleman in Camden (London) zur Welt.
Ihre Schulzeit verbrachte sie in der St. Paul’s Girls’ School. Später studierte sie Geschichte und Russisch am Wadham College in Oxford, wo sie auch ihren späteren Ehemann kennenlernte.
Im Jahr 2005 heiratete sie den Politiker Joseph Edmund „Jo“ Johnson, einen Bruder des ehemaligen Premierministers Boris Johnson, und bekam mit ihm zwei Kinder, ein Mädchen (* 2004) und einen Jungen (* 2006).
Zu Anfang ihrer Karriere arbeitete Gentleman für den International Herald Tribune als Korrespondentin in Neu-Delhi, bevor sie zu The Guardian wechselte, für den sie Korrespondenzen zuerst in Paris, später in Moskau übernahm.
Im Jahr 2017 wurde ihr eine E-Mail gesendet, die sie zu sechs Monaten intensiver Recherchen veranlasste. Das Ergebnis war 2018 die Enthüllung des Windrush-Skandals, der das Land in große Empörung versetzte und zum Rücktritt der damaligen Innenministerin Großbritanniens, Amber Rudd, führte. Für ihre Arbeit erhielt Amelia Gentleman viele Auszeichnungen, unter anderem den Paul Foot Award. 2019 veröffentlichte sie über den Skandal ein Buch unter dem Namen The Windrush Betrayal, Exposing the Hostile Environment.